# Гниловоди
Гнилово́ди (у 1965—2024 — Гвардійське) — село в Україні, у Золотниківській сільській громаді Тернопільського району Тернопільської області, Адміністративний центр колишньої Гвардійської сільської ради. У вересні 2015 року ввійшло у склад Золотниківської сільської громади. Розташоване на річці Гниличка.
Поштове відділення — Котузівське.
Населення — 438 осіб (2001).

## Географія
Селом тече річка Гниловоди.

## Історія
Перша писемна згадка — 1785. Діяли товариство «Просвіта», кооператива.
За радянських часів у селі діяв колгосп «Молода гвардія», що мав у користуванні 1 тисячу гектарів сільськогосподарських угідь. Провідними галузями були рільництво і тваринництво м'ясо-молочного напрямку. Також діяли: 8-річна школа, будинок культури, бібліотека, фельдшерсько-акушерський пункт.
12 червня 2020 року, відповідно до розпорядження Кабінету Міністрів України № 724-р «Про визначення адміністративних центрів та затвердження територій територіальних громад Тернопільської області» увійшло до складу Золотниківської сільської громади.
19 липня 2020 року, в результаті адміністративно-територіальної реформи та ліквідації Теребовлянського району, село увійшло до складу Тернопільського району.
19 вересня 2024 року Верховна Рада підтримала перейменування села Гвардійське на Гниловоди. 26 вересня 2024 року перейменування набуло чинності.

## Політика

### Парламентські вибори, 2019
На позачергових парламентських виборах 2019 року у селі функціонувала окрема виборча дільниця № 610824, розташована у приміщенні будинку культури.
Результати
- зареєстровано 243 виборці, явка 57,61%, найбільше голосів віддано за «Слугу народу» — 30,00%, за Всеукраїнське об'єднання «Батьківщина» — 24,29%, за «Європейську Солідарність» і Українську стратегію Гройсмана — по 10,00%.[5] В одномандатному окрузі найбільше голосів отримав Микола Люшняк (самовисування) — 50,71%, за Володимира Бліхаря (Всеукраїнське об'єднання «Батьківщина») — 19,29%, за Ігоря Сопеля (Слуга народу) — 16,43%[6].

## Символіка
Затверджена 31 травня 2005 р. рішенням № 12 сесії сільської ради.
Автори — Орест Скоп, Стефан П'ятничко, Данило Бугай.

### Герб
У щиті, понижено перетятому зеленим і лазуровим, вузька понижена золота балка. У першій частині в правому верхньому куті золотий розширений хрест, у лівому верхньому куті золотий колос. У другій частині виникає срібна купина з трьома золотими очеретинками, середня вище, супроводжуваними зверху двома золотими співоберненими рибами. Поверх всього золота фігура вершника на золотому коні, що тримає в руках спис з трикутним прапорцем, перетятим лазуровим і золотим. Щит вписаний в золотий декоративний картуш та увінчаний золотою сільською короною.

### Прапор
Прапор являє собою квадратне полотнище, розділене на три рівні смуги по вертикалі. На синьому фоні, у центрі, рибина. На жовтій смузі, у верхній частині — хрест. На зеленому фоні, у центрі, колосок. В центрі прапора дві схрещені шаблі, які зачохлені, як символ невойовничості.

## Релігія
- церква усікновення голови Івана Хрестителя (1888, кам'яна, УГКЦ),
- церква Усікновення голови святого Іоана Предтечі (дерев'яна, ПЦУ),
- костел (1937; кам'яний).

## Пам'ятники
Споруджено пам'ятник полеглим у німецько-радянській війні воїнам-односельцям (1968), відновлено символічну могилу Борцям за волю України (1992).

## Соціальна сфера
Діють загальноосвітня школа І-II ступенів, Будинок культури, бібліотека, ФАП, ПП «Оберіг».
У 2016 році фермерське господарство «Зарваниця-Агро» відкрило в селі цех з виготовлення традиційним методом (вручну) напівфабрикатів (вареників, пельменів).

## Відомі люди

### Народилися
- Віра Зозуля (нар. 1970) — українська спортсменка (спортивна ходьба), майстер спорту міжнародного класу з легкої атлетики;
- Стефан П'ятничко (нар. 1959) — український оперний співак (баритон), народний артист України.

### Відвідували
- Василь (Семенюк) — архієпископ і митрополит Тернопільсько-Зборівський УГКЦ[9];
- Микола Люшняк — народний депутат України[9];
- Фріц Тішнер — бургомістр із Баварії[9].

## Галерея

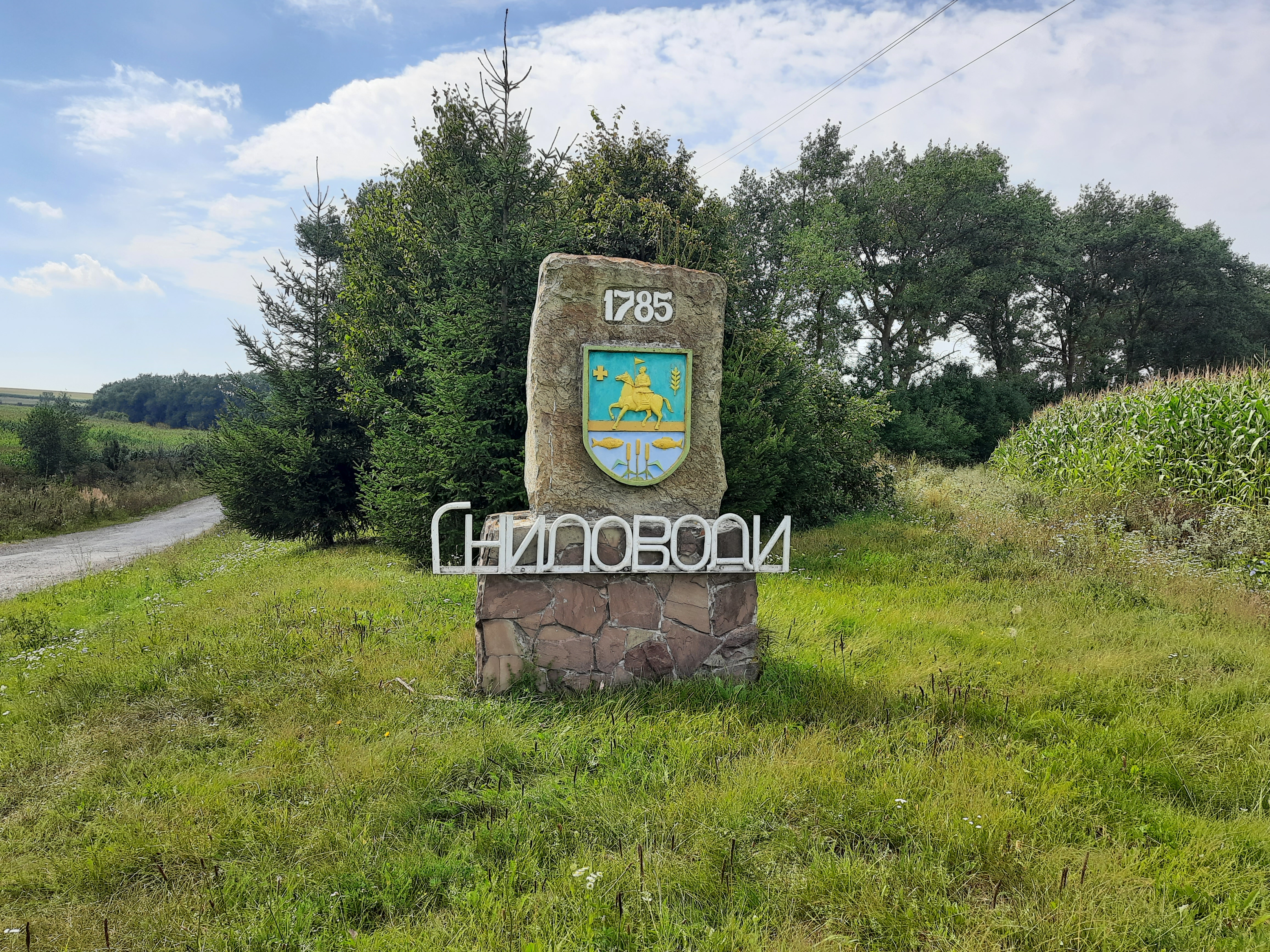
В'їзд у село
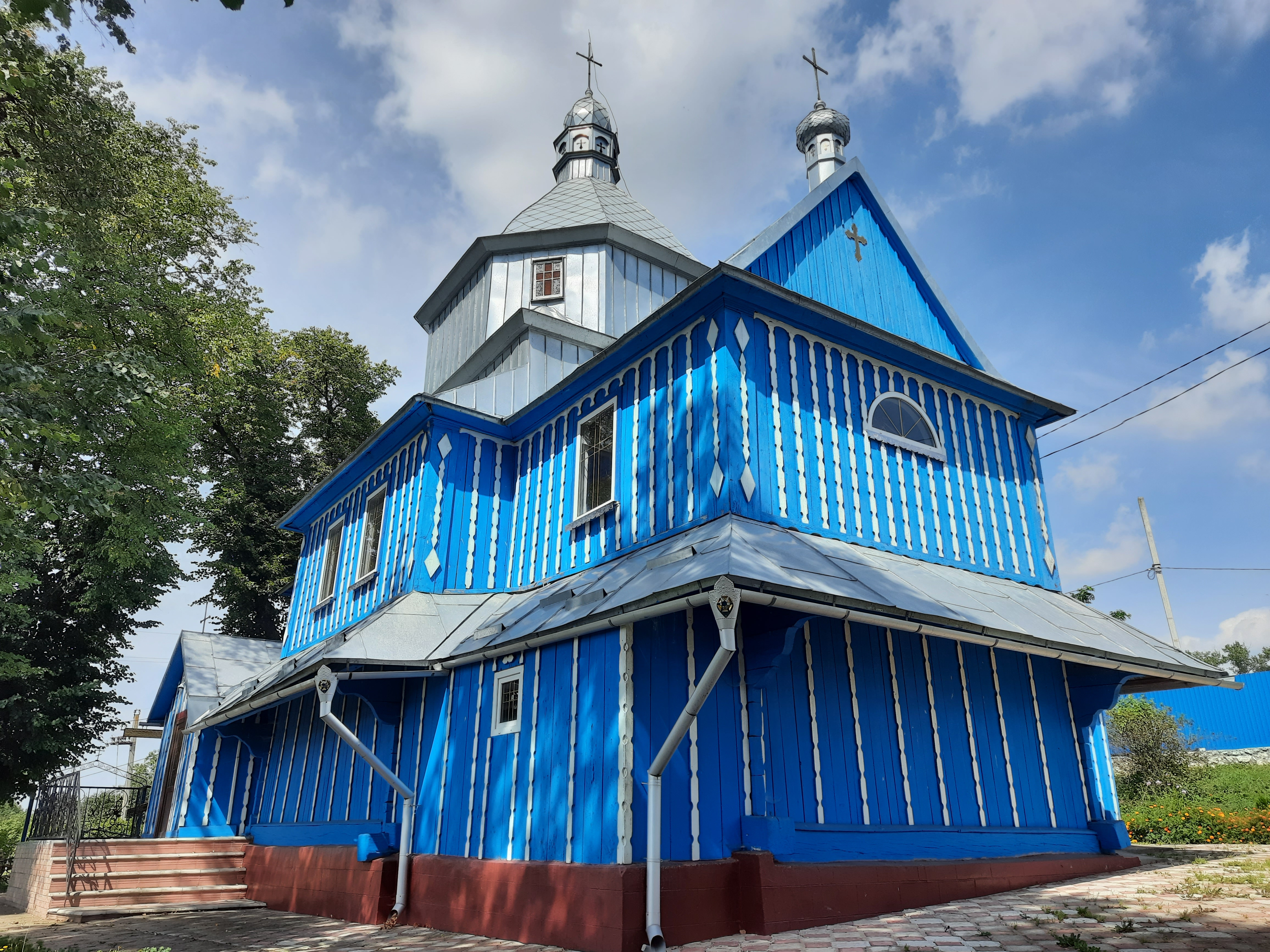
Церква Усікновення голови святого Івана Предтечі ПЦУ
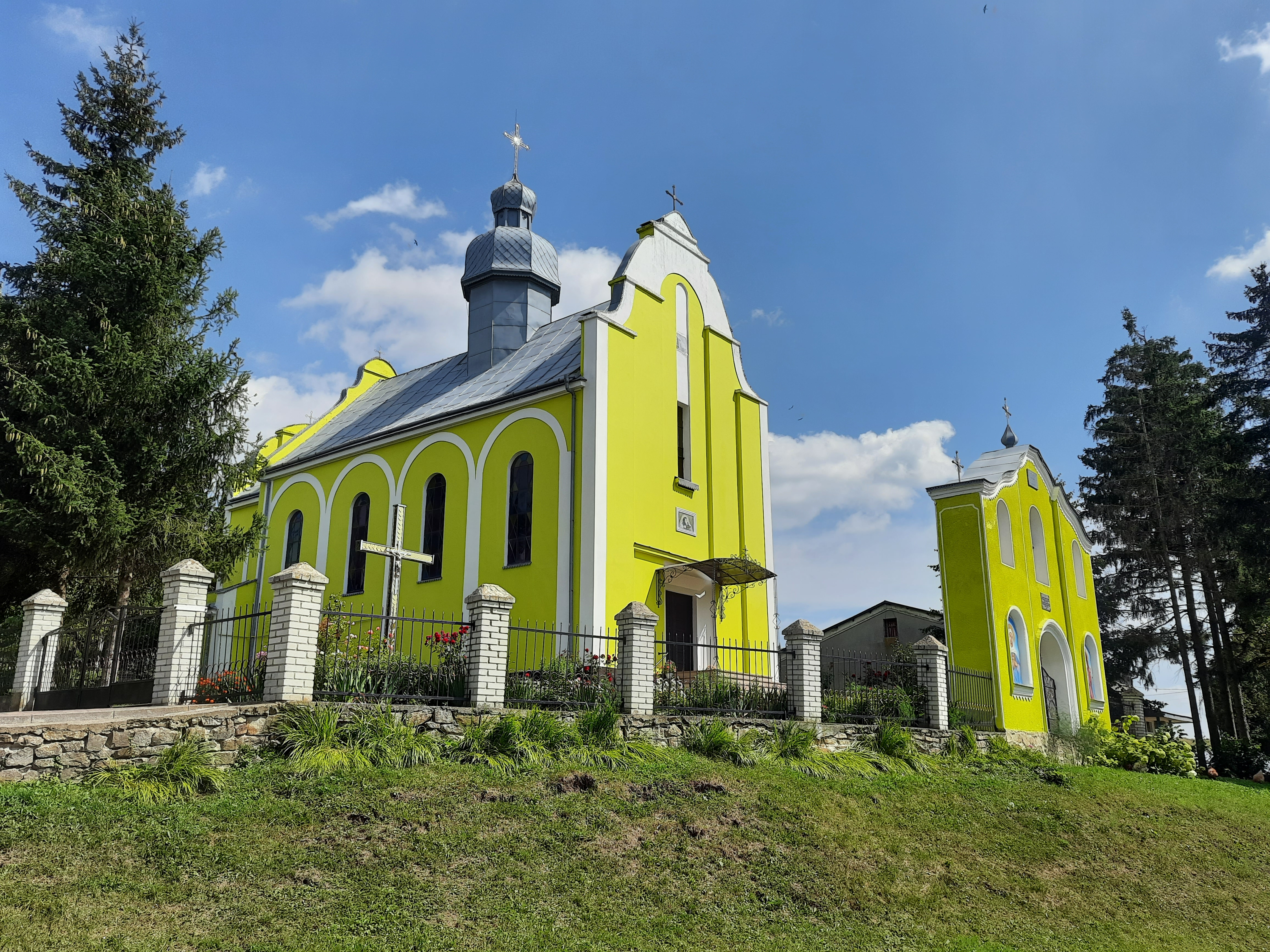
Костел (1938, переобладнаний у 1991 на храм Усікновення голови Івана Хрестителя, УГКЦ)
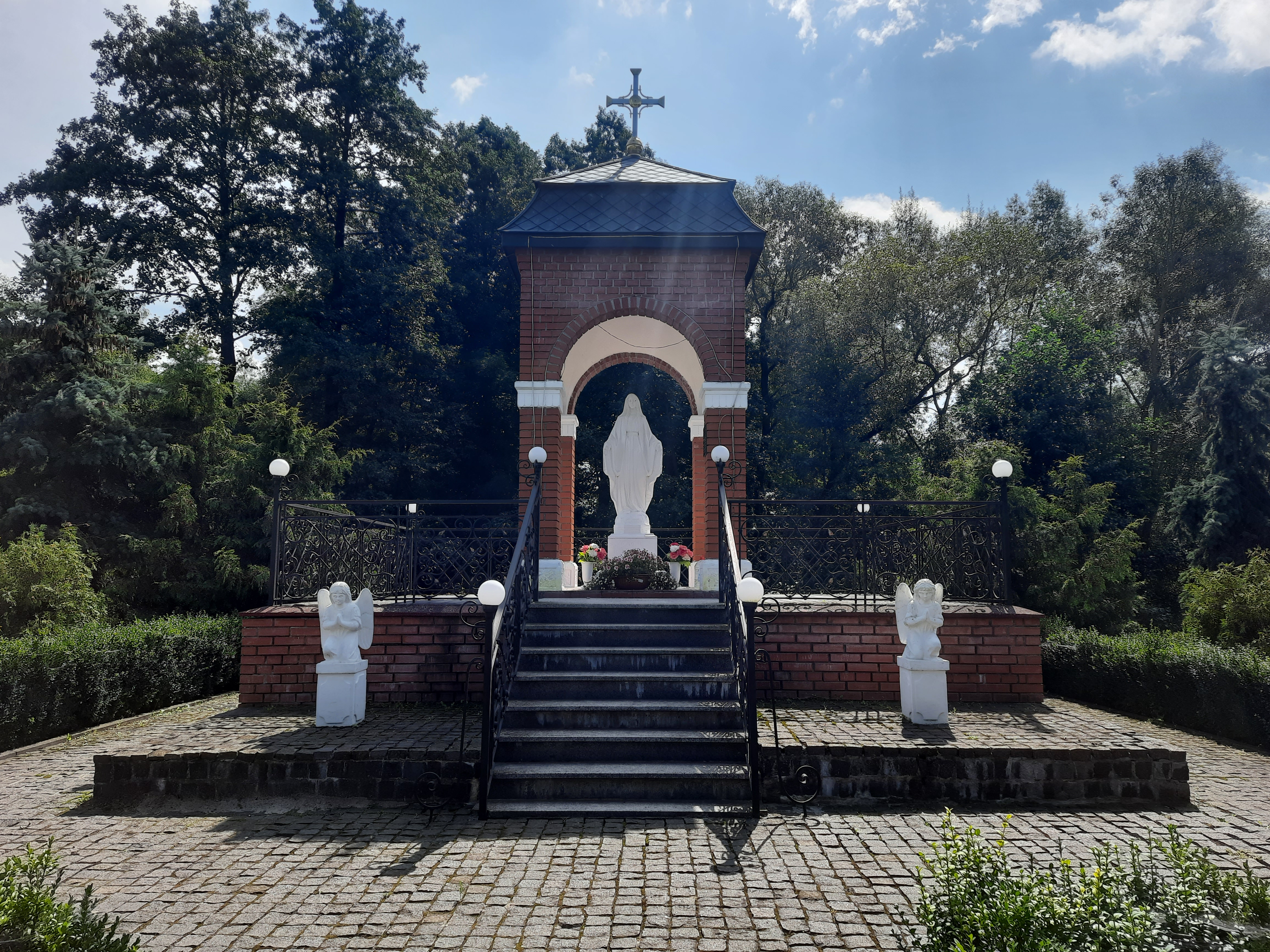
Статуя Божої Матері
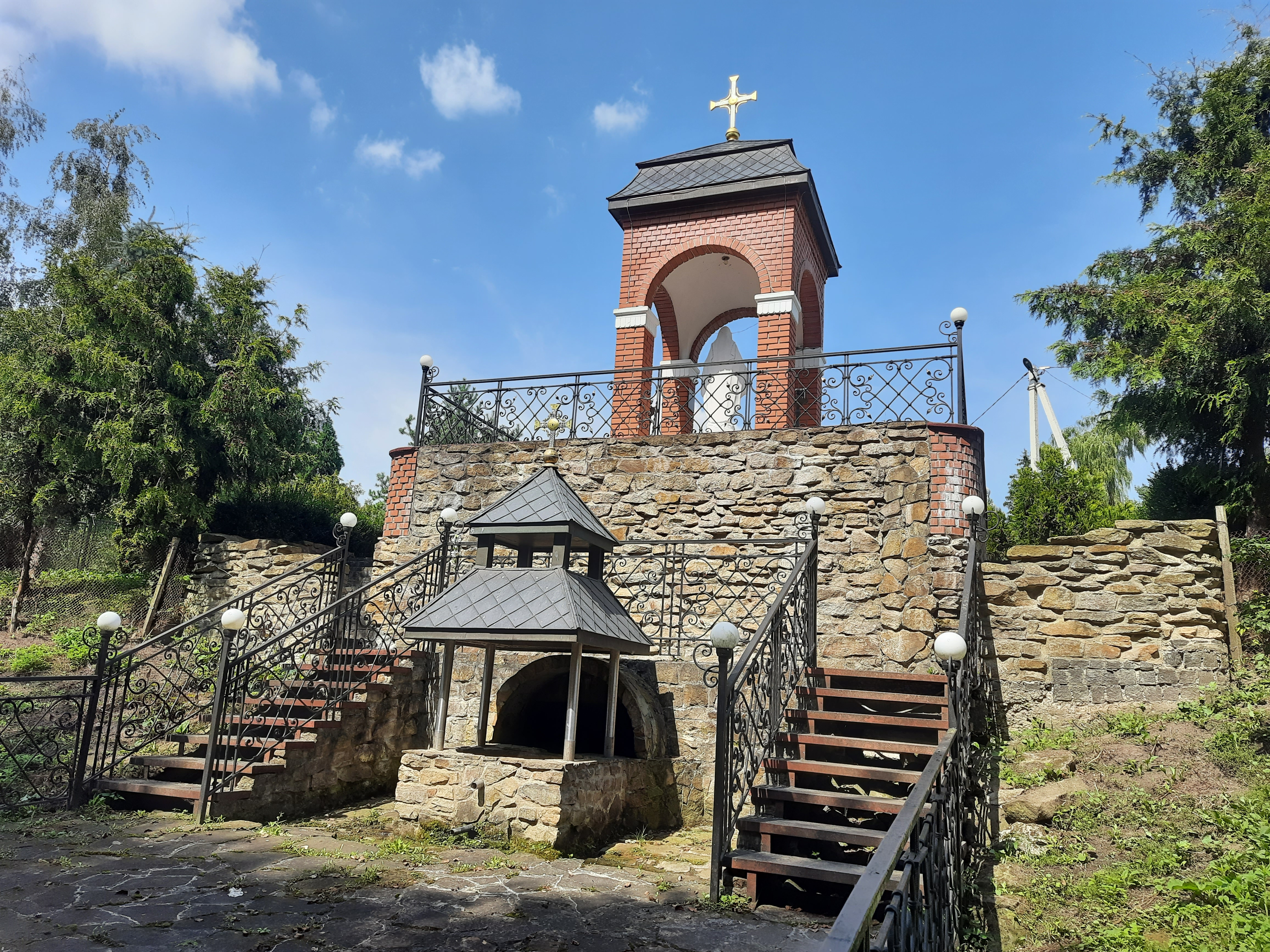
Цілюще джерело
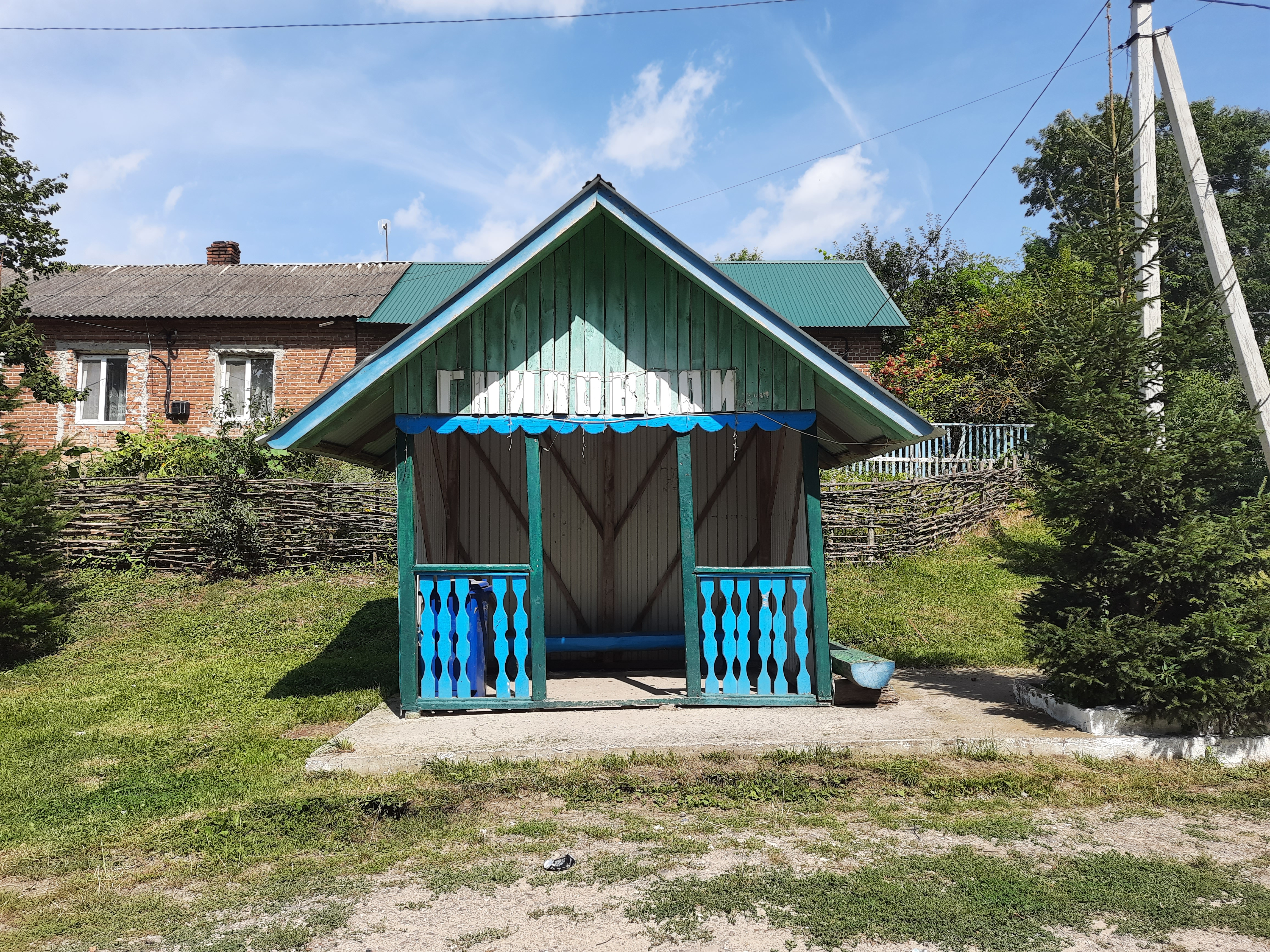
Автобусна зупинка
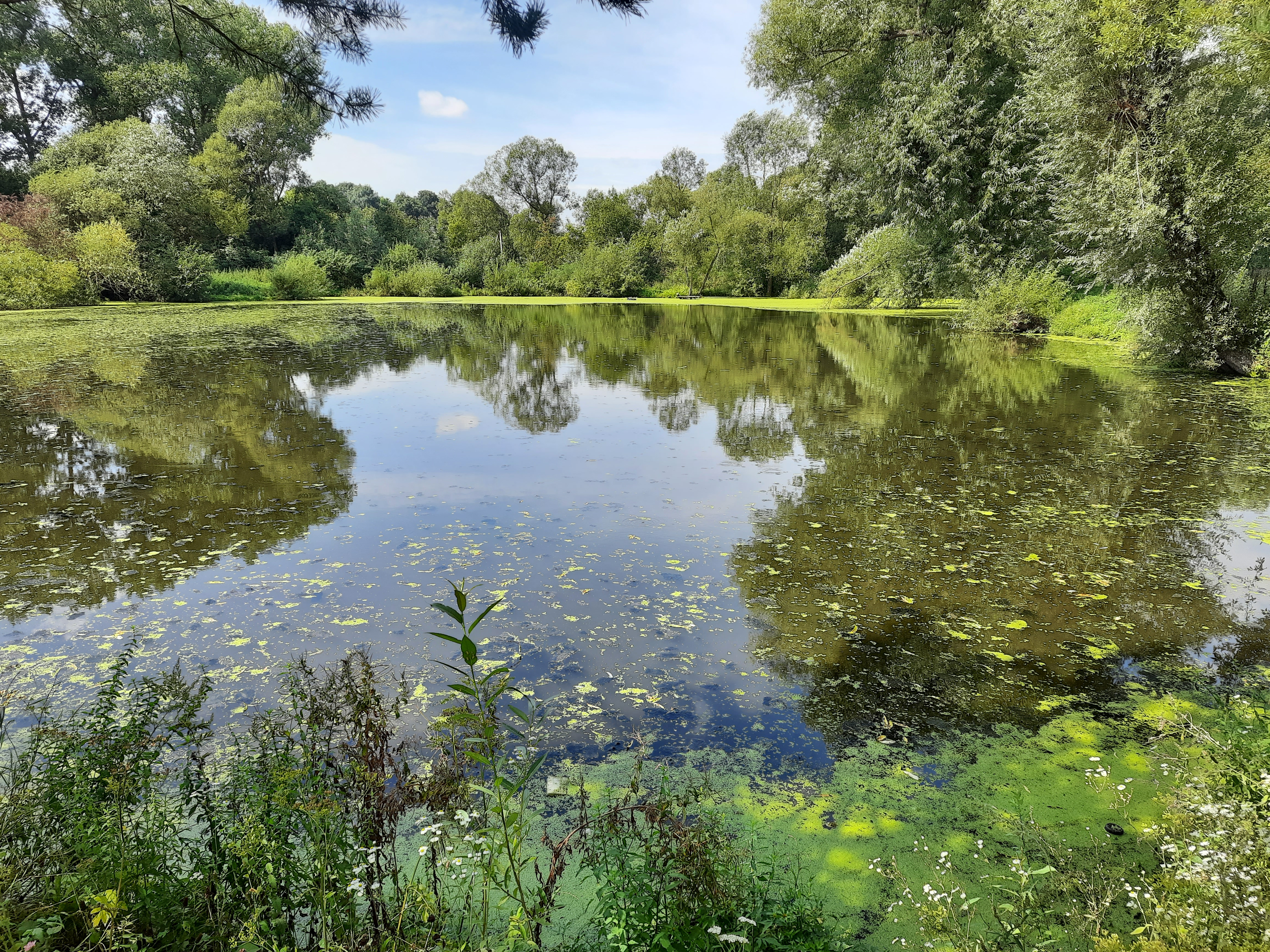
Став біля села